# Antía García Silva
Antía García Silva (1998) es una deportista española que compitió en salvamento ganando una medalla de oro en los campeonatos del mundo y batiendo el récord mundial en la prueba de 100 metros remolque de maniquí con aletas. 